# نیکلودئون موویز

لوگو در ۱۹۹۸

لوگو در سال ۲۰۰۰

لوگو در ۲۰۱۰

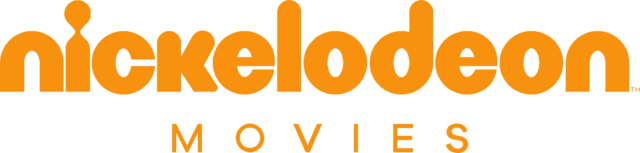
لوگو در سال ۲۰۱۹

 نیکلودئون موویز یک کمپانی تولید انیمیشن آمریکایی برای شبکه نیکلودئون است. این شرکت در سال ۱۹۹۵ تأسیس شد و اولین فیلم خود را با عنوان هریت جاسوس در سال ۱۹۹۶ منتشر کرد. فیلم‌های پرطرفدار این کمپانی عبارتند از لاک پشت‌های نینجای نوجوان جهش یافته (۲۰۱۴)، که ۴۹۳٫۳ میلیون دلار در سراسر جهان به فروش می‌رسد، ماجراهای تن‌تن (۲۰۱۱) که ۳۷۴ میلیون دلار در سراسر جهان به فروش می‌رسد و فیلم باب اسفنجی: اسفنج بیرون از آب (۲۰۱۵) که ۳۲۳٫۴ میلیون دلار در سراسر جهان به فروش رسید. تا سال ۲۰۲۳، باب‌اسفنجی شلوارمکعبی، شخصیتی از نیکتون به همین نام، ماسکو استودیو است که برای خود نیکلودئون و بخش انیمیشن آن یکسان است.